# Percy Fender
Pour les articles homonymes, voir Fender (homonymie).
Percy George Herbert Fender est un joueur de cricket international anglais né le 22 août 1892 à Londres et décédé le 15 juin 1985 à Exeter. Il débute en first-class cricket avec le Sussex County Cricket Club en 1910 puis rejoint le Surrey County Cricket Club en 1914. Capitaine du club durant une dizaine d'années, il dispute également treize test-matchs avec l'équipe d'Angleterre entre 1921 et 1929. Il est également l'auteur de plusieurs ouvrages consacrés à son sport.

## Bilan sportif

### Principales équipes
|            | Test        |
| ---------- | ----------- |
| Angleterre | 1921 - 1929 |
|            | First-class |
| Sussex     | 1910 -1913  |
| Surrey     | 1914 -1935  |

## Honneurs
- Un des cinq Wisden Cricketers of the Year de l'année 1915